# Higginsia massalis
Higginsia massalis är en svampdjursart som beskrevs av Carter 1885. Higginsia massalis ingår i släktet Higginsia och familjen Heteroxyidae.
Artens utbredningsområde är havet utanför Sydafrika. Inga underarter finns listade i Catalogue of Life.